# Ion Madan
Ion Madan (n. 31 mai 1935, Trușeni, județul Lăpușna, Regatul României – d. 4 februarie 2008, Chișinău, Republica Moldova) a fost un autor, bibliolog, bibliograf, istoric, istoriograf, monograf și profesor român din Republica Moldova.

## Biografie
Ion Madan s-a născut pe 31 mai 1935, în comuna Trușeni, județul Lăpușna, Regatul României, în familia lui Constantin și a Victoriei Madan (născută Grozavu). Ambii părinți ai săi sunt descendenți din vechi familii de răzeși. Pe linia tatălui este rudă cu scriitorul și folcloristul Gheorghe V. Madan.
În anul 1958 a absolvit Facultatea de Istorie și Filologie, secția Limba și Literatura Română. Și-a început cariera în 1958 în calitate de colaborator literar la ziarul „Moldova Socialistă”, unde a lucrat timp de doi ani. Următorii zece ani a activat în calitate de redactor, șef de secție la Biblioteca de Stat a RSSM și redactor-șef al Colegiului redacțional de repertoriu al Ministerului Culturii din RSSM. Ulterior a fost director-adjunct pentru știință al Bibliotecii Naționale, director al Bibliotecii Științifice a USM. Din 1973 devine cadru didactic la Universitatea de Stat din Chișinău și în decursul a două decenii conduce catedra de biblioteconomie a Facultății de Filologie, ulterior, Facultatea de Jurnalism și Științe ale comunicării. Timp de peste 35 de ani a fost implicat în procesul de instruire a bibliotecarilor din RSS Moldovenească și apoi Republica Moldova. La inceput, în calitate de lector la Facultatea de Biblioteconomie și Bibliografie a USM, mai tarziu, dupa susținerea în 1974 a tezei de doctor în știinte istorice, timp de 12 ani in calitate de șef al catedrei Bibliografie, iar mai apoi în funcție de conferențiar universitar la catedra Biblioteconomie și Asistență Informațională a Facultatii de Jurnalism și Științe ale Comunicării.

### Activitatea profesională
Domeniile sale de cercetare au fost cu precădere istoria cărții, a scrisului precum și istoria națională. Pasiunea pentru necunoscutele istoriei și pentru bibliografie l-au determinat pe dl. Ion Madan să editeze mai multe monografii bibliografice, printre care Dimitrie Cantemir (1973), Cartea Moldovei Sovietice (1975) ș.a. Cercetarea evenimentelor istorice din orice epocă impune neapărat utilizarea surselor bibliografice ale acelei epoci care reflectă schimbarea și dinamica dezvoltării societății, a tuturor domeniilor de activitate – economic, cultural, politic. A fost autorul unui ciclu de lucrări bibliografice care prin conținutul său au reflectat dinamica dezvoltării diverselor domenii de activitate ale societății. În activitatea științifică s-a ghidat după un motto, potrivit căruia bibliografia este una din „negațiile uitării trecutului, care imortalizează eșecurile și reușitele unei națiuni, realizările savanților și oamenilor de cultură”.
Începând cu 1996, lansează câteva bibliografii retrospective fundamentale Cercetările în domeniul științelor umanistice la Universitatea de Stat din Moldova (1974-1995). Contribuții bibliografice (1996); Cercetările în domeniul științelor chimice la Universitatea de Stat din Moldova (1946-1998). Contribuții bibliografice (1998); Cercetările în domeniul științelor biologice și agrochimice la Universitatea de Stat din Moldova (1946-1998). Contribuții bibliografice (1998). În aceste volume și-au găsit reflectare publicațiile științifice și didactice ale savanților moldoveni care au activat și continuă să activeze la Universitatea de Stata din Moldova; ele reflectă direcțiile de cercetare care s-au efectuat și principalele rezultate obținute. 
O altă bibliografie monografică Istorie. Arheologie. Etnografie (1981-2001). Contribuții bibliografice a fost consacrată bibliografiei istorice basarabene care reflectă cercetărilor istorice privitoare la spațiul dintre Prut și Nistru. 
Interesul profesional privind evoluția științifică a profesorilor din Republica Moldova s-a exprimat în elaborarea unui șir de biobibliografii, contribuind astfel și la promovarea imaginii științifice a savanților moldoveni.

## Distincții
Este deținător al Marelui Premiu pentru cea mai reușită lucrare în domeniul bibliologiei, compartimentul Bibliografie (1996, 1999).
Eminent al culturii RSSM (1967). Medalii Pentru muncă excelentă (1970) și Veteran ai muncii (1985). Titlul onorific de Om emerit (1996).

## Posteritate
În onoarea sa, în 2008 a fost instituit „Premiul Ion Madan” în domeniul biblioteconomiei și bibliografiei.

## Opera
Cele mai reprezentative în acest sens sunt următoarele lucrări:
- Grigore Cincilei (1998);
- Dumitru Batâr. Biobibliografie (1999);
- Promotor al jurnalismului combatant: Dumitru Coval la 60 de ani (1999);
- Un savant cu har de povestitor: Victor Banaru (1941-1997): Biobibliografie (2001);
- Un fecior demn al neamului: (Gheorghe Rusnac la 60 de ani) (2002);
- Stindard al limbii române: Profesorul Anatol Ciobanu la 70 de ani: Biobibliografie (2004);
- Un savant cu reputație mondială: Profesorul Aurelian Gulea la 60 de ani: Biobibliografie (2006).

Alte lucrări importante:
- Dimitrie Cantemir. (1673 – 1723): Ukazatel' literatury. – Chișinău, KGU, 1973. 102 p.
- Cartea Moldovei Sovietice: [Monografie]. – Chișinău: Cartea Moldovenească, 1975. – 127 p.
- Cercetări în domeniul științelor umanistice la Universitatea de Stat din Moldova: (1974 – 1995): Contribuții bibliografice. –– Chișinâu: USM, 1996. – 463 p.
- Bibtioteconomia și bibliografia Moldovei: profesori și discipoli. – Chișinău: USM, 2000. –115 p.

Paralel cu cercetările consacrate oamenilor de știință, cultură și literatură în atenția conferențiarului universitar Ion Madan au fost și problemele ce țin de istoria și prezentul bibliografiei naționale. Din publicațiile privitoare la bibliografia națională pot fi menționate: 
- Bibliografia literară a Moldovei în preajma mileniului trei (1999);
- Bibliografia basarabeană în contextul culturii și spiritualității românești;
- Bibliografia istoriei (2001);
- Bibliografia artei (2005);
- Bibliologia basarabeană din ultimii 10-15 ani (2006).